# Herbert Federer
Herbert Federer   (Viena, 23 de juliol de 1920 - Providence, 21 d'abril de 2010) va ser un matemàtic estatunidenc nascut a Àustria.
Federer va passar la seva infància i joventut a Viena fins que el 1938 va emigrar als Estats Units i no va tornar mai més a Europa. Va començar els estudis universitaris a la universitat de Califòrnia a Santa Barbara, però aviat va ser transferit a Berkeley on es va graduar en matemàtiques el 1942 i va obtenir el doctorat el 1944 amb una tesi de topologia sobre l'àrea de les superfícies. Després de treballar al laboratori de recerca militar d'Aberdeen (Maryland) els últims anys de la Segona Guerra Mundial, el 1945 va ser nomenat professor de la universitat de Brown on va fer tota la seva carrera acadèmica fins que es va retirar el 1985, passant a ser professor emèrit.
El 1958, John Forbes Nash va enviar un article a publicació a Annals of Mathematics coincidint amb el seu trastorn mental. L'article versava sobre el teorema d'immersió de Nash. La revisió de l'article (que en el seu format original era impublicable) li va correspondre a Federer qui el va redactar pràcticament de nou: la redacció final publicada és bàsicament deguda a Federer.
Federer és recordat per les seves originals i profundes aportacions a la teoria de l'àrea de les superfícies i a la teoria de la mesura geomètrica. En aquest segon camp va publicar l'influent llibre Geometric Measure Theory (1969) reeditat nombroses vegades i que encara continua sent font d'inspiració de joves matemàtics.